# Andrea Paoli
Andrea Paoli (* 2. Mai 1992) ist eine libanesische Taekwondoin. Sie startet in der Gewichtsklasse bis 57 Kilogramm.
Paoli kam mit zehn Jahren zum Taekwondo. Ihren ersten internationalen Erfolg feierte sie mit dem Gewinn der Bronzemedaille bei der Juniorenasienmeisterschaft im Jahr 2007. Im Erwachsenenbereich nahm sie erstmals an der Weltmeisterschaft 2009 in Kopenhagen teil, schied jedoch frühzeitig aus. Ihren sportlich bislang größten Erfolg feierte Paoli bei den Asienspielen 2010 in Guangzhou. In der Klasse bis 57 Kilogramm zog sie ins Halbfinale ein und gewann mit Bronze ihre erste internationale Medaille im Erwachsenenbereich und zudem die erste Medaille einer libanesischen Taekwondoin bei den Asienspielen. Beim asiatischen Olympiaqualifikationsturnier in Bangkok erreichte Paoli in der Klasse bis 57 Kilogramm das Finale gegen Rangsiya Nisaisom und sicherte sich die Teilnahme an den Olympischen Spielen 2012 in London, bei denen sie das Viertelfinale erreichte.
Paoli studiert an der American University in Beirut Wirtschaftswissenschaften.